# Villiers (Vienne)
Villiers – miejscowość i gmina we Francji, w regionie Nowa Akwitania, w departamencie Vienne.
Według danych na rok 1990 gminę zamieszkiwały 533 osoby, a gęstość zaludnienia wynosiła 49 osób/km² (wśród 1467 gmin regionu Poitou-Charentes Villiers plasuje się na 533. miejscu pod względem liczby ludności, natomiast pod względem powierzchni na miejscu 788.).